# باشگاه فوتبال دینامو استاوروپول
باشگاه فوتبال دینامو استاوروپول (روسی: «Динамо» (Ставрополь)) یک باشگاه فوتبال در شهر استاوروپول و در کشور روسیه می‌باشد که در لیگ فوتبال حرفه‌ای روسیه بازی می‌کند.
این باشگاه در سال ۱۹۳۳ میلادی تأسیس شده است.